# نیو جرمنی (مینه‌سوتا)
نیو جرمنی، مینه‌سوتا (به انگلیسی: New Germany, Minnesota) یک شهر در ایالات متحده آمریکا است که در شهرستان کارور، مینه‌سوتا واقع شده‌است.

## خصوصیات
نیو جرمنی ۲٫۵۹ کیلومترمربع مساحت و ۳۷۲ نفر جمعیت دارد و ۳۰۰ متر بالاتر از سطح دریا واقع شده‌است.